# Ruff - Distribuidora de combustíveis
A Ruff é uma distribuidora de energia automotiva e também prestadora de serviços de armazenagem de combustíveis para distribuidores. Ela foi fundada em 1995 devido a expansão do mercado de combustíveis e pelo empreendedorismo dos seus sócios. Atualmente, a empresa contabiliza 75 estabelecimentos com a sua marca, presentes nos estados de São Paulo, Minas Gerais, Paraná e Goiás.

## História
A companhia possui três bases, que atendem a todas as normas da legislação, exigidas pelos órgãos ambientais municipais, estaduais e federais: a primeira base foi inaugurada em 1999 no município de Paulínia (SP); a segunda em Ribeirão Preto (SP) com implantação da U.R.V. (Unidade Recuperadora de Vapores), uma importante evolução tecnológica no armazenamento de combustíveis, que permite eliminar a emissão de gases na atmosfera e os recuperar por meio da condensação; a terceira base instalada em Careaçu (MG) começou a funcionar no início de 2014, equipada com sistema de automação completo e tecnologia que oferece mais agilidade no processo de carregamento. 
A distribuidora Ruff conta ainda com unidades de carregamento nas cidades de Paulínia (SP), Ribeirão Preto (SP), São José dos Campos (SP), Araçatuba (SP), Bauru (SP), São José do Rio Preto (SP), Betim (MG), Uberlândia (MG), Uberaba (MG) e Careaçu (MG).

### Imprensa
- Em 2012, a revista Valor Econômico publicou uma tabela com os índices de desenvolvimento de empresas do setor de gás e petróleo. A distribuidora ficou em primeiro lugar no tópico liquidez corrente e entre as 10 maiores empresas do setor. No mesmo ano, a revista Época Negócios realizou o “Guia Época Negócios 360⁰”, uma pesquisa que listou as 200 melhores grandes empresas do país, por meio da avaliação dos seguintes tópicos: inovação, responsabilidade socioambiental, desempenho, visão de futuro, recursos humanos e governança corporativa. A Ruff foi destaque por ter alcançado resultados satisfatórios nos itens: visão de futuro, desempenho e recursos humanos.
- Ainda em 2012, na Revista ISTOÉ Dinheiro, no tema sustentabilidade financeira, a Ruff ocupou a quarta colocação entre o grupo das empresas de combustíveis, óleo e gás do país.
- Em 2013, a distribuidora foi classificada entre as melhores e maiores empresas do Brasil pela Revista Exame.
- Em 2014, a 14ª edição do anuário Valor 1000, que lista as mil melhores companhias do Brasil em 27 setores de atividade, classificou a organização entre as 10 melhores empresas do setor de petróleo e gás do Brasil. Entre os oito critérios avaliados, a Ruff ocupou o 2º lugar em giro do ativo, 4º lugar em crescimento sustentável e 4º lugar em liquidez corrente.